# Еленор (Западна Вирџинија)
Еленор (енгл. Eleanor) град је у америчкој савезној држави Западна Вирџинија.

## Демографија
По попису из 2010. године број становника је 1.518, што је 173 (12,9%) становника више него 2000. године.
| Група             | 2000.         | 2010.         |
| Белци             | 1.332 (99,0%) | 1.478 (97,4%) |
| Афроамериканци    | 1 (0,1%)      | 1 (0,1%)      |
| Азијати           | 2 (0,1%)      | 4 (0,3%)      |
| Хиспаноамериканци | 7 (0,5%)      | 14 (0,9%)     |
| Укупно            | 1.345         | 1.518         |